# Olena Witrytschenko
Olena Ihoriwna Witrytschenko (ukrainisch Олена Ігорівна Вітриченко; * 25. November 1976 in Odessa) ist eine ehemalige ukrainische Rhythmische Sportgymnastin.

## Erfolge
Olena Witrytschenko war zwischen 1992 und 2000 aktiv und erzielte zahlreiche Erfolge. Zweimal nahm sie an Olympischen Spielen teil, darunter ihr Debüt 1996 in Atlanta. Mit 39,200 Punkten beendete sie die Vorrunde auf dem ersten Platz und das anschließende Halbfinale mit 39,266 auf Platz zwei hinter ihrer Landsfrau Kateryna Serebrjanska. Im Finale fiel sie mit 39,331 Punkten nochmals einen Platz zurück und erhielt als Dritte hinter Serebrjanska und der Russin Jana Batyrschina die Bronzemedaille. Vier Jahre darauf gehörte sie bei den Olympischen Spielen 2000 in Sydney erneut zur ukrainischen Delegation. Als Fünfte der Qualifikation mit 39,399 Punkten zog sie ein weiteres Mal ins Finale ein, in dem sie sich auf 39,408 Punkte verbesserte. Als Vierte hinter Julija Barsukowa, Julija Raskina und Alina Kabajewa verpasste sie diesmal jedoch einen Medaillengewinn.
Bei Weltmeisterschaften sicherte sich Witrytschenko  insgesamt 23 Medaillen, bei Europameisterschaften insgesamt 19 Medaillen. 1992 gelang ihr in Brüssel bei den Weltmeisterschaften mit der Gruppe mit drei Bändern und drei Bällen ihr erster Medaillengewinn. In dieser Disziplin gewann sie im selben Jahr in Stuttgart Bronze bei den Europameisterschaften. Ein Jahr darauf belegte sie bei den Weltmeisterschaften in Alicante mit dem Ball und mit der Mannschaft jeweils den zweiten Platz. 1994 wurde Witrytschenko in Paris mit dem Ball erstmals Weltmeisterin und erhielt mit dem Band eine weitere Silbermedaille. Äußerst erfolgreich verliefen für sie die Europameisterschaften in Thessaloniki mit Titelgewinnen mit dem Seil, dem Reifen, dem Band und mit der Mannschaft. Im Mehrkampf verpasste sie als Zweite knapp eine weitere Goldmedaillen. Die Weltmeisterschaften 1995 in Wien schloss Witrytschenko mit dem Band auf dem ersten, mit dem Seil auf dem zweiten und mit den Keulen sowie mit der Mannschaft auf dem dritten Platz ab. Sie verteidigte erfolgreich ihren Titel am Band bei den Weltmeisterschaften 1996 in Budapest und wurde außerdem mit den Keulen Vizeweltmeisterin. Bei den Europameisterschaften 1996 in Asker wurde sie indes Europameisterin mit der Mannschaft und gewann außerdem Silber mit dem Ball sowie jeweils Bronze mit dem Seil und mit den Keulen.
Gleich viermal wurde Witrytschenko 1997 in Berlin Weltmeisterin: Sie belegte sowohl im Mehrkampf als auch mit dem Seil, den Keulen und erneut dem Band den ersten Platz. Darüber hinaus wurde sie mit dem Reifen Zweite und mit der Mannschaft Dritte. Im selben Jahr wurde sie bei den Europameisterschaften in Patras im Mehrkampf und mit dem Reifen Europameisterin. Mit dem Band gewann sie die Silbermedaille. 1998 sicherte sich Witrytschenko in Porto erstmals auch mit den Keulen den Titelgewinn bei einer Europameisterschaft. Mit der Mannschaft wurde sie Zweite sowie mit dem Seil Dritte. Zwei weitere Weltmeistertitel folgten 1999 in Osaka mit dem Seil und mit dem Reifen. Mit dem Band und mit der Mannschaft belegte sie dritte Plätze. Ihre beiden letzten Goldmedaillen bei Europameisterschaften gewann sie 1999 in Budapest mit dem Band und mit dem Ball, außerdem sicherte sie sich Silber mit dem Seil.
Witrytschenko gewann darüber hinaus bei der Sommer-Universiade 1997 in Sizilien vier Goldmedaillen und eine Bronzemedaille.